# Поце (Тренто)
Поце је насеље у Италији у округу Тренто, региону Трентино-Јужни Тирол.
Према процени из 2011. у насељу је живело 28 становника. Насеље се налази на надморској висини од 940 м.